# Musaši
Musaši je roman o borilnih veščinah, ki ga je napisal japonski pisatelj Eidži Jošikava. V časopisu Asahi Šimbun je izhajal v nadaljevanjih  od leta 1935 do 1939. Naslov zajema zbirko 7. knjig.

## Snov in motiv
Roman prikazuje življenjsko pot največjega japonskega mečevalca, Mijamoto Musašija, ki so mu pravili Kensei ali Svetnik meča. Musaši velja za nepremagljivega borca, ki je oblikoval lastno šolo mečevanja Hjoho niten ičirju ali Šolo dveh mečev kot enega. Bil je tudi nadarjen umetnik, slikar, napisal pa je delo Gorin no šjo ali Knjigo petih prstanov, v kateri je razložil svojo strategijo bojevanja znano kot heiho. Le-ta je še danes vodič za številne poslovneže povsod po svetu. 

## Vsebina
Musaši se kot mladi samuraj Takezo udeleži zadnje velike bitke pri Sekigahari, vendar na napačni strani, in sicer zoper šoguna Tokugavo. zato postane ronin, samuraj brez gospodarja. Potuje po Japonski in dozoreva v velikega mečevalca samouka. Zasleduje ga lepa Ocu, prijateljica iz otroštva, ki je vanj zaljubljena. Musaši premaga številne nasprotnike. Spopade se z vodilno šolo mečevalcev iz klana Jsšioka in jih porazi. Vrhunec zgodbe je dvoboj, ki ga ima zoper do tedaj nepremagljivega mečevalca Sasaki Koidžira, imenovanega Ganrju. Spopadeta se na otoku pred številnimi gledalci. Musaši se bori z lesenim mečem, ki si ga naredi iz vesla, zoper Ganrjuja, kateri uporablja svojo slovito dolgo katano, samurajsko sabljo. Musaši zmaga in se zapiše v zgodovino japonskih samurajev. Kljub ljubezni, ki jo čuti do lepe Ocu, se ne poroči z njo, ampak ostane zvest bojevniški poti in se še naprej potika po Deželi vzhajajočega sonca.

## Ocene
Roman Musaši velja za temeljno in najbolj značilno delo japonskega romana o borilnih veščinah. Ima tudi vse značilnosti zgodovinskega romana. 